# غارة بري 2017
غارة بري عملية عسكرية نفذتها مجموعة تطوير الحرب البحرية الخاصة الأمريكية بالتعاون مع لواء دنب التابع للقوات المسلحة الصومالية، وأسفرت الاشتباكات عن مقتل كبير ضباط القوة العسكرية الأمريكية، وهو أول عسكري أمريكي يُقتل في الصومال منذ معركة مقديشو الأولى في عام 1993 والمعروفة أيضًا باسم "سقوط الصقر الأسود".

## الأحداث
اندلعت الاشتباكات بعد وقت قصير من وصول القوة الأمريكية وقوات الجيش الصومالي بطائرة هليكوبتر بالقرب من قاعدة لحركة الشباب في منطقة تقع على ضفاف نهر شبيلي تسمى بري، وتبعد حوالي 40 ميل (64 كـم) عن العاصمة مقديشو نحو الغرب، واستهدفت القوات المشتركة قياديا في حركة الشباب في قرية دار السلام حيث أشارات تقارير استخباراتية إلى أن عبد الرحمن محمد ورسامي المعروف باسم مهد كاراتيه كان مختبئًا فيها.
بالإضافة إلى الضابط في القوة العسكرية الذي قُتل في المعركة، أصيب ما لا يقل عن اثنين من الأمريكيين، أحدهما مترجم صومالي أمريكي، كما قتل ما لا يقل عن ثلاثة من مسلحي حركة الشباب بالإضافة إلى قيادي في الحركة، وسرعان ما عادت القوات الأمريكية الصومالية المشتركة إلى قواعدهم.